# Ramazan Salman
Ramazan Salman (* 5. März 1960 in Istanbul, Türkei) ist ein deutscher Sozialwissenschaftler und Medizinsoziologe.

## Leben und Wirken
Salman lebt seit 1966 in Deutschland. Er ist seit 1992 Geschäftsführer des Ethno-Medizinischen Zentrums und erster Vorsitzender des Instituts für transkulturelle Betreuung e. V., sowie Mitglied des Klinischen Ethik-Komitees der Medizinischen Hochschule Hannover. Seit 2003 leitet er das MiMi-Gesundheitsprojekt in 38 Städten und Gemeinden für den BKK Bundesverband und andere Förderer (u. a. fünf Bundesländer). Zudem leitet er Projekte zur Armutsbekämpfung (durch Finanz- und Vermögensbildung) und zur Integration durch Sport (Aktionsbündnis Gesunde Lebensstile und Lebenswelten, Frankfurt/Main). Das Modell „MiMi(c)“ wurde mehrfach ausgezeichnet (z. B. Janssen-Cilag Zukunftspreis) und als beispielhaft bewertet (z. B. durch die Weltgesundheitsorganisation, WHO, im Rahmen der Suche nach Praxismodellen).
Salman wurde als Sozialunternehmer des Jahres („Social Entrepreneur“) durch die Schwab Stiftung (2008) und durch die Internationale Ashoka Gesellschaft (2006) für seine Leistungen und Errungenschaften im Bereich der Gesundheitsförderung bei Benachteiligten und als Innovator ausgezeichnet. Salman wurde zum Integrationsgipfel der Bundesregierung von Bundeskanzlerin Angela Merkel eingeladen und ist in Folge Mitglied des Forums Integration der Bundesregierung.
Er ist Vorstandsmitglied in der Deutsch-Türkischen Medizinergesellschaft und Gründungsmitglied der Deutsch-Türkischen Gesellschaft für Psychiatrie, Psychotherapie und psychosoziale Gesundheit e. V. Außerdem ist er Mitbegründer und Sprecher der Bundesarbeitsgemeinschaft für interkulturelle Zahnmedizin und Oralprophylaxe und Träger des Wrigley-Prophylaxe-Preises. Sein gemeinsam mit dem Gesundheitsamt Stade durchgeführtes Projekt „Gesundheitliche Prävention für Kinder in sozialen Brennpunkten“ wurde 2004 mit dem Qualitätspreis der Akademie für öffentliches Gesundheitswesen und mit dem Prix d’ ÖGD ausgezeichnet.

## Ehrungen
- Schwab Foundation Social Entrepreneur 2008
- Ashoka Deutschland Social Entrepreneur 2006
- Janssen-Cilag Zukunftspreis 2006 für die Initiative „MiMi – mit Migranten für Migranten“, die sich für die Verbesserung von Gesundheitsversorgung und -vorsorge von Familien mit Migrationshintergrund einsetzt (unter der Schirmherrschaft der Staatsministerin Maria Böhmer, vormals Beauftragte der Bundesregierung für Migration, Flüchtlinge und Integration)
- Wrigley-Prophylaxe-Preis 2001 im Bereich „Öffentliches Gesundheitswesen“ für die Arbeit „Kultursensible Oralprophylaxe zur Förderung der Mundgesundheit von Migranten“
- 2009: Verdienstkreuz am Bande der Bundesrepublik Deutschland

## Veröffentlichungen (Auswahl)
Veröffentlichungen:
- R. Salman: Interkulturelle Gesundheitsmediatoren – Aufbau eines sich langfristig selbsttragenden Systems. (= Forum Migration Gesundheit Integration. Band 5). Begleitstudie zum MiMi-Gesundheitsprojekt in Hamburg. VWB-Verlag, Berlin 2008.
- R. Salman, B. Menkhaus: Mit Migranten für Migranten – Das MiMi-Projekt des Ethno-Medizinischen Zentrums als Beitrag zur interkulturellen Gesundheitsförderung und Integration in Deutschland. In: Gesundheit und Integration. Ein Handbuch für Modelle guter Praxis. hg. Beauftragte der Bundesregierung für Migration, Flüchtlinge und Integration. Berlin, November 2006, S. 107–115.
- R. Salman u. a.: Sprachliche Verständigung im Gesundheitswesen als politische und professionelle Herausforderung. In: Beauftragte der Bundesregierung für Migration, Flüchtlinge und Integration (Hrsg.): Gesunde Integration. Dokumentation der Fachtagung am 20. und 21. Februar 2003 in Berlin. Bonner Universitätsbuchdruckerei 2003.
- T. Hegemann, R. Salman (Hrsg.): Transkulturelle Psychiatrie – Konzepte für die Arbeit mit Menschen aus anderen Kulturen. Psychiatrie-Verlag, Bonn 2001.
- J. Collatz, W. Hackhausen, R. Salman (Hrsg.): Begutachtung im interkulturellen Feld. Zur Lage der Migranten und zur Qualität ihrer sozialgerichtlichen und sozialmedizinischen Begutachtung in Deutschland. (= Forum Migration Gesundheit Integration. Band 1). Verlag Wissenschaft und Bildung, Berlin 1999.
- R. Salman, S. Tuna, A. Lessing (Hrsg.): Handbuch interkulturelle Suchthilfe. Modelle, Konzepte und Ansätze der Prävention, Beratung und Therapie. Edition psychosozial, Psychosozial Verlag, Giessen 1999.
- T. Hegemann, R. Salman (Hrsg.): Transkulturelle Psychiatrie? Konzepte für die Arbeit mit Menschen aus anderen Kulturen. Psychiatrie-Verlag, Bonn 2001.
- R. Salman, U. Wöhler (Hrsg.): Rechtliche Betreuung von Migranten – Stand, Konzeption und Grundlegung transkultureller Betreuungsarbeit. Institut für transkulturelle Betreuung, Hannover 2001.
- Th. Schneller, R. Salman, C. Goepel (Hrsg.): Handbuch Oralprophylaxe und Mundgesundheit bei Migranten – Stand, Praxiskonzepte und interkulturelle Perspektiven in Deutschland und Europa. (= Forum für Oralprophylaxe und Mundgesundheit. Band 1). Deutsche Arbeitsgemeinschaft für Jugendzahnpflege, Bonn 2001.
- W. Machleidt, R. Salman, I. Calliess (Hrsg.): Sonnenberger Leitlinien – Integration von Migranten in Psychiatrie und Psychotherapie. Erfahrungen und Konzepte in Deutschland und Europa. (= Forum Migration Gesundheit Integration). Verlag Wissenschaft und Bildung, Berlin.